# COBE
Cosmic Background Explorer (COBE), также известный как Explorer 66 — американская космическая обсерватория, посвящённая исследованиям в области космологии и космогонии; основной задачей обсерватории было изучение реликтового фона Вселенной (иногда называемого также микроволновым фоном).
Наблюдения обсерватории позволили измерить характеристики реликтового фона Вселенной с беспрецедентной точностью. Результаты наблюдений обсерватории оказали огромное влияние на формирование современной картины мира и утверждения теории Большого взрыва как основной гипотезы формирования Вселенной.
Одним из основных результатов работы обсерватории стало измерение малых вариаций яркости реликтового фона на небе. Два научных руководителя программы COBE Джордж Смут и Джон Мазер в 2006 году были удостоены Нобелевской премии по физике за их открытия в области космологии. Согласно представлению Нобелевского комитета — «результаты обсерватории COBE являются отправной точкой космологии в качестве точной науки».

## История
На конкурс малых и средних космических обсерваторий, объявленный НАСА в 1974 году, среди 121 проекта 3 проекта обсуждали возможность исследования микроволнового фона. Несмотря на то что в вышеупомянутом конкурсе эти проекты проиграли обсерватории IRAS, НАСА не отказалась от проведения исследований в микроволновом диапазоне. В 1976 году из участников этих трёх проектов конкурса 1974 года была сформирована комиссия, задачей которой стало объединить три проекта в один. Через год комиссия предложила концепцию спутника на полярной орбите COBE, который можно было бы запустить при помощи либо ракеты-носителя Дельта, либо шаттла. Научная аппаратура спутника должна была состоять из следующих инструментов: Differential Microwave Radiometer/DMR — высокочувствительный радиометр для измерения анизотропии яркости реликтового излучения на небе (научный руководитель Дж. Смут), Far-InfraRed Absolute Spectrophotometer/FIRAS — спектрофотометр микроволнового и далёкого инфракрасного диапазона для измерения абсолютного спектра реликтового фона (научный руководитель Дж. Мэтер), Diffuse InfraRed Background Experiment/DIRBE — многоканальный фотометр инфракрасного диапазона (научный руководитель — М. Хаузер).
Ввиду того, что планируемая стоимость проекта составляла менее 30 миллионов долларов (без учёта ракеты-носителя и последующего за наблюдениями анализа данных), НАСА поддержала проект.

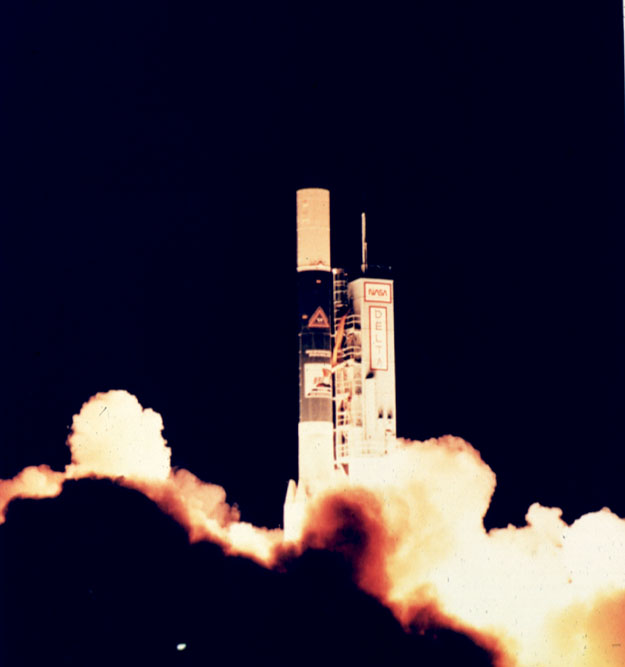
Запуск спутника COBE, 18 ноября 1989 года

Из-за непредвиденных перерасходов программы Explorer (в основном из-за работ по обсерватории IRAS), работы по созданию COBE в центре космических полётов имени Годдарда были задержаны до 1981 года. Для дополнительной экономии средств детекторы инфракрасного диапазона и дьюары для жидкого гелия, необходимые для работы COBE, были точными копиями тех, которые использовались для IRAS.
В дальнейшем запланированная орбита спутника претерпела изменения — вместо полярной орбиты было решено использовать гелио-синхронную орбиту и вывести обсерваторию при помощи ракеты-носителя «Дельта».
/когда закончила работу/

## Спутник
Платформа обсерватории COBE представляла собой спутник серии Explorer с существенным унифицированием со спутником обсерватории IRAS.
Ввиду очень жёстких требований по уменьшению возможных систематических погрешностей в измерениях, особое внимание уделялось борьбе с паразитными сигналами с Земли, Луны, Солнца, увеличению стабильности рабочих температур инструментов, их амплитудных характеристик.
Для дальнейшего уменьшения систематических определённостей измерений (например, для учёта так называемого зодиакального света) и для возможного моделирования влияния паразитных сигналов спутнику было придано вращение с частотой 0,8 оборотов в минуту.
Ось вращения спутника была отклонена назад относительно вектора его скорости для того, чтобы уменьшить возможное оседание остатков атмосферного газа и быстрых частиц на оптику инструментов.

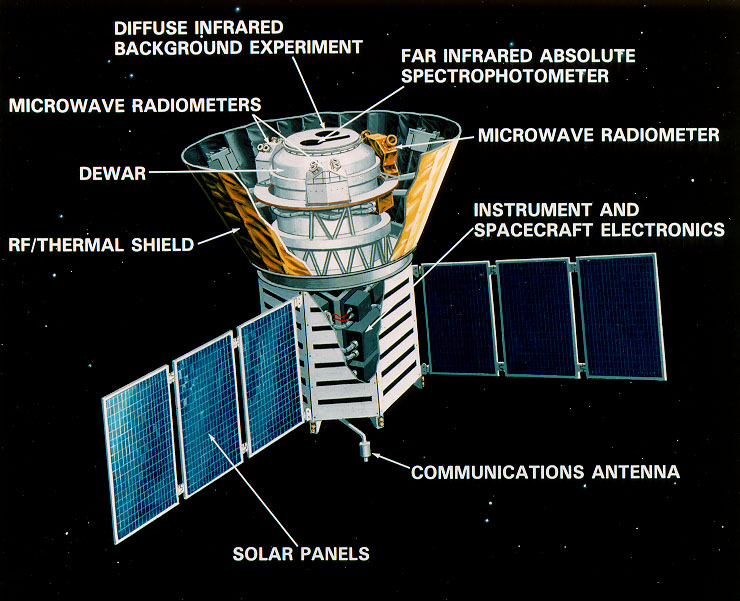

Для того, чтобы совместить требование относительно медленного вращения и возможности трёхосного контроля ориентации спутника была применена сложная система парных гиродинов с осями расположенными вдоль оси вращения спутника. Угловой момент гиродинов поддерживался на уровне, чтобы полный угловой момент всего спутника был равен нулю.
Определяющими требования для орбиты спутника были: необходимость иметь полное покрытие всего неба и поддержание максимальной температурной стабильности инструментов и дьюаров с жидким гелием. Этим требованиям полностью удовлетворяла солнечно-синхронная орбита. Орбита с высотой 900 км и наклонением 99° позволяла вывести спутник как при помощи шаттла, так и при помощи ракеты «Дельта», а также являлась разумным компромиссом между потоком заряженных частиц вблизи Земли и на большом отдалении от неё. Параметры орбиты и вращения спутника позволяли всегда держать Землю и Солнце под защитным экраном, в то же время имея возможность покрывать наблюдениями все небо.
Двумя важнейшими составляющими обсерватории были дьюар с жидким гелием и защитный экран. Дьюар содержал 650 литров сверхтекучего жидкого гелия, который позволял держать инструменты FIRAS и DIRBE охлажденными в течение всего времени работы миссии. Конструкция дьюара была полностью аналогичной конструкции использованной на спутнике IRAS. Конический защитный экран закрывал инструменты COBE от излучения Солнца, Земли, а также от радиоизлучения передатчиков самого COBE.

## Научные результаты

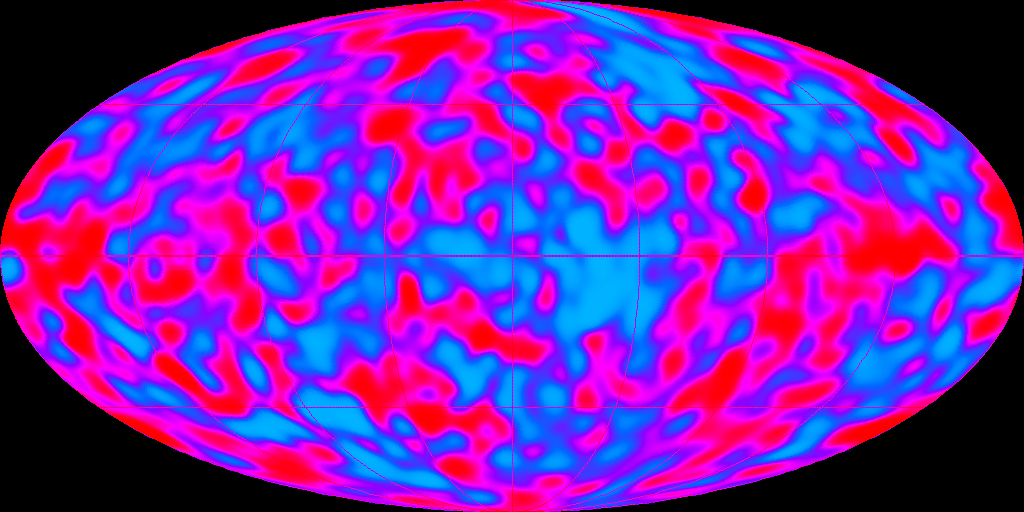
Карта анизотропии реликтового излучения по данным COBE

Основными научными инструментами обсерватории являлись DIRBE, FIRAS и DMR, вкратце описанные выше. Спектральные диапазоны инструментов частично перекрывались, что позволяло проводить дополнительные проверки результатов инструментов на самосогласованность. Широкий спектральный диапазон инструментов позволял разделять сигналы, поступающие от физически различных источников, собственно реликтового излучения (дальней Вселенной), Солнечной системы и Галактики.

### Спектр реликтового излучения

Данные спектрометра FIRAS обсерватории COBE, показывающие отличное согласие измеренного спектра реликтового излучения с моделью абсолютно чёрного тела, предсказываемого теорией Большого взрыва

В то время как развивался проект COBE, в области исследований реликтового фона произошли важные изменения. Во-первых, измерения спектра реликтового излучения, проведённые некоторыми группами, вроде бы указывали на наличие значительных отклонений от модели абсолютно чёрного тела, предсказываемой в теории Большого Взрыва. Во вторых — исследования, проведённые при помощи баллонных экспериментов и при помощи спутников (советский эксперимент «РЕЛИКТ-1») указывали на наличие малой анизотропии яркости реликтового фона на масштабах несколько градусов. Наблюдения балонных экспериментов покрывали только малую часть неба, в то время как космический эксперимент «Реликт-1» позволил покрыть значительную часть неба. Однако, ввиду того, что измерения реликтового фона с такими точностями сильно зависят от точности учёта влияния излучения нашей Галактики, а измерения «Реликта-1» были проведены лишь на одной частоте, полной уверенности в надёжном обнаружении угловой анизотропии не было. В результате учёные с нетерпением ждали результаты обсерватории COBE.
Первые же измерения спектра реликтового фона при помощи аппарата FIRAS (спектрометр измерял разницу между спектральными потоками неба и потоками внутреннего калибровочного чёрного тела) показали отличную согласованность с моделью абсолютно чёрного тела с температурой около 2,7К.

### Внутренняя анизотропия реликтового фона

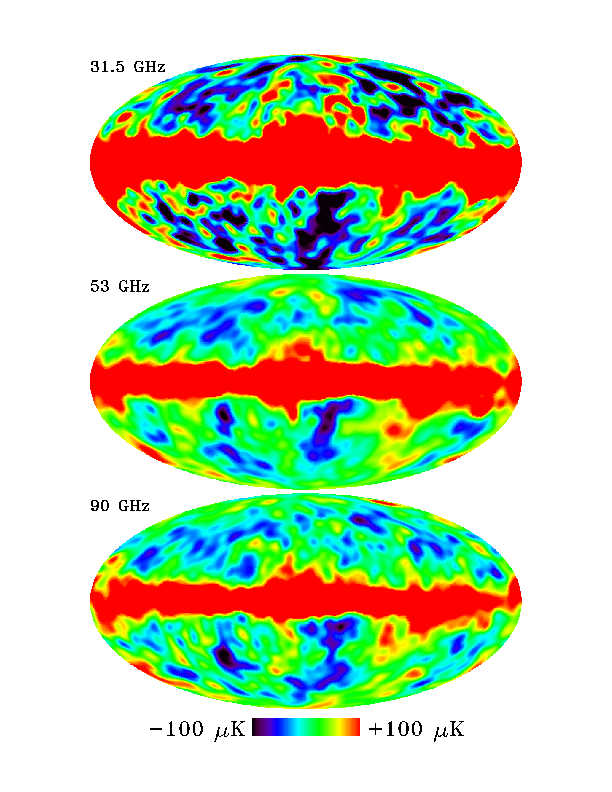
Карты неба, полученные радиометром DMR на частотах 31,5, 53 и 90 ГГц после вычитания дипольной компоненты реликтового излучения

Эксперимент DMR, единственный эксперимент обсерватории, работоспособность которого не зависела от наличия жидкого гелия в дьюарах, состоял в четырёхлетнем изучении анизотропии реликтового излучения в небе. Наблюдения проводились на нескольких частотах, что позволило учесть вклад излучения Галактики. Эта особенность измерений DMR необычайно важна ввиду того, что вариации реликтового излучения на небе оказались необычайно малы — всего 1/100000 от среднего значения яркости неба. В настоящее время считается, что вариации яркости реликтового излучения на малых угловых масштабах отражают начальные возмущения плотности первичного вещества ранней Вселенной, которые затем развились в результате гравитационной неустойчивости в наблюдаемую крупномасштабную структуру — скопления галактик и пустоты.

### Открытия DIRBE

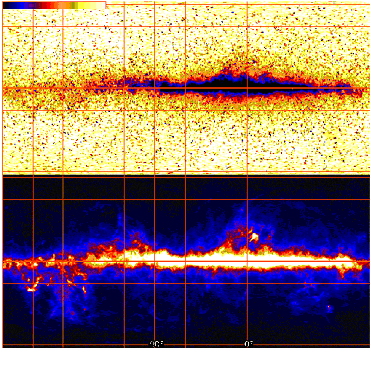
Модель распределения пыли в Галактике по результатам наблюдений эксперимента DIRBE

Несмотря на то что основные эксперименты обсерватории COBE были направлены на изучение реликтового фона Вселенной, фотометр инфракрасного диапазона DIRBE сделал большой вклад в изучение нашей Галактики. В частности, были проведены измерения зодиакального света, результаты которых до сих пор широко используются в инфракрасной астрономии. По результатам измерений DIRBE были построены модели распределения пыли в нашей Галактике, массовые модели Галактики.